# Moczarowiak
Moczarowiak (Scapteromys) – rodzaj ssaków z podrodziny bawełniaków (Sigmodontinae) w obrębie rodziny chomikowatych (Cricetidae).

## Rozmieszczenie geograficzne
Rodzaj obejmuje gatunki występujące w Ameryce Południowej.

## Morfologia
Długość ciała (bez ogona) 114–252 mm, długość ogona 101–176 mm, długość ucha 13–29 mm, długość tylnej stopy 32–45 mm; masa ciała 50–165 g.

## Systematyka
Rodzaj (w randze podrodzaju w obrębie Mus) zdefiniował w 1837 roku angielski przyrodnik George Robert Waterhouse w artykule poświęconym charakterystyce nowych gatunków z rodzaju Mus, z kolekcji Charlesa Darwina, opublikowanym w czasopiśmie Proceedings of the Zoological Society of London. Gatunkiem typowym jest (oznaczenie monotypowe) moczarowika urugwajskiego (S. tumidus). 

### Etymologia
Scapteromys: gr. σκαπτηρ skaptēr ‘kopacz’; μυς mus, μυος muos ‘mysz’.

### Podział systematyczny
Do rodzaju należą następujące występujące współcześnie gatunki:
| Grafika | Gatunek                  | Autor i rok opisu                                                            | Nazwa zwyczajowa        | Podgatunki         | Rozmieszczenie geograficzne                                                                                   | Podstawowe wymiary                            | Status IUCN |
| ------- | ------------------------ | ---------------------------------------------------------------------------- | ----------------------- | ------------------ | --- | --------------------------------------------- | ----------- |
|         | Scapteromys meridionalis | Quintela, G.L. Gonçalves, Althoff, Sbalqueiro, L.F. Oliveira & Freitas, 2014 |                         | gatunek monotypowy | endemit Brazylii (od południowej Parany do północnego Rio Grande do Sul); zakres wysokości: 530–1015 m n.p.m. | DC: 11,4–13,5 cm DO: 10,1–12,5 cm MC: 50–91 g | NE          |
|         | Scapteromys aquaticus    | O. Thomas, 1920                                                              | moczarowiak argentyński | gatunek monotypowy | dorzecza rzek Parana i Urugwaj (Paragwaj i Argentyna), marginalnie południowa Brazylia i zachodni Urugwaj     | DC: 12,6–25 cm DO: 10,8–14,7 cm MC: 64–155 g  | LC          |
|         | Scapteromys tumidus      | Waterhouse, 1837                                                             | moczarowiak urugwajski  | gatunek monotypowy | skrajnie południowa Brazylia (Rio Grande do Sul) oraz większość Urugwaju                                      | DC: 15–19,5 cm DO: 13,3–17,6 cm MC: 50–165 g  | LC          |

Kategorie IUCN:  LC  – gatunek najmniejszej troski;  NE  – gatunki niepoddane jeszcze ocenie.
Opisano również gatunek wymarły z plejstocenu dzisiejszej Argentyny:
- Scapteromys hershkovitzi Reig, 1994